# Galatasaray (volley-ball masculin)
Maillots
Galatasaray est un club de volley-ball turc, section du club omnisports du Galatasaray Spor Kulübü, fondé en 1922 et basé à Istanbul, évoluant pour la saison 2022-2023 en Efeler Ligi.

## Bilan sportif

### Palmarès
- Championnat d'Istanbul (16)
  - Vainqueur : 1932‚ 1935‚ 1944‚ 1945‚ 1950‚ 1954‚ 1955‚ 1956‚ 1957‚ 1960‚ 1961‚ 1962‚ 1963‚ 1964‚ 1965‚ 1966
- Championnat de Turquie (16)
  - Vainqueur : 1955‚ 1956‚ 1957, 1958, 1960‚ 1961‚ 1962‚ 1963‚ 1964‚ 1965‚ 1966‚ 1967‚ 1971‚ 1987‚ 1988, 1989.
  - Finaliste : 1991, 1993.
- Supercoupe de Turquie
  - Finaliste : 2012.
- Coupe de Turquie
  - Finaliste : 1999, 2010, 2012.

### Saison par saison
| Saison    | Championnat | Championnat | Championnat | Championnat | Championnat | Championnat | Championnat | Championnat   | Coupe de Turquie | Supercoupe de Turquie | Coupe d'Europe | Coupe d'Europe | Coupe d'Europe |
| Saison    | Division    | Niveau      | Phase I     | Pts         | M           | V           | D           | Phase II      | Coupe de Turquie | Supercoupe de Turquie | Niveau         | Compétition    | Résultats      |
| --------- | ----------- | ----------- | ----------- | ----------- | ----------- | ----------- | ----------- | ------------- | ---------------- | --------------------- | -------------- | -------------- | -------------- |
| 2016-2017 |             | I           | 7e/12       | 33          | 22          | 12          | 10          | 1/4 de finale | 1/4 de finale    | -                     |                |                |                |
| 2017-2018 |             | I           | 6e/12       | 39          | 22          | 13          | 9           | 1/2 finales   | 1/4 de finale    | -                     |                |                |                |
| 2018-2019 |             | I           | 3e/12       | 43          | 22          | 16          | 6           | 1/2 finales   | Finaliste        | -                     |                |                |                |
| 2019-2020 |             | I           | 3e/12       | 44          | 22          | 15          | 7           | -             | -                | Finaliste             |                |                |                |
| 2020-2021 |             | I           | 4e/16       | 68          | 30          | 23          | 7           | 1/2 finales   | 1/4 de finale    | -                     |                |                |                |
| 2021-2022 |             | I           | 6e/14       | 48          | 26          | 16          | 10          | -             | Finaliste        | -                     |                |                |                |
| 2022-2023 |             | I           | En cours    |             |             |             |             |               |                  | -                     |                |                |                |

## Personnalités du club

### Entraîneurs
- 1979-1992 :  Enver Göçener
- 2002-2006 :  Işık Menküer
- 2006-2009 :  Ali Ümit Hızal
- 2009-2012 :  Işık Menküer
- 2012-2013 :  Dragan Nešić
- 2013-2014 :  Ahmet Reşat Arığ
- 2014-2015 :  Flavio Gulinelli
- 2015-2022 :  Nedim Özbey
- 2022- :  Umut Çakır